# 2号美国国道
2号美国国道（英語：U.S. Route 2）是一条东西方向的美国国道。该路分東西兩段。東段東起緬因州霍爾頓，西至紐約州Rouses Point。西段起止於华盛顿州的埃弗里特和密歇根州的圣伊尼亚斯，全长4138 公里，合2571英里。